# Emma Chadwick
Pour les articles homonymes, voir Löwstädt et Chadwick.
Emma Hilma Amalia Löwstädt dite Emma Chadwick, née le 10 août 1855 à Stockholm et morte le 2 janvier 1932 à Avignon, est une peintre et graveuse suédoise qui vécut une grande partie de sa vie en France.

## Famille
Emma Hilma Amalia est la fille aînée du maître tailleur Rudolf Löwstädt et de Carolina Magdalena Sophia Nordqvist. Sa sœur cadette est l'artiste Eva Löwstädt-Åström. Elle est la petite-fille du peintre Carl Teodor Löwstädt (1789-1829). Elle épouse en 1887 le peintre américain, originaire de Boston, Francis Brooks Chadwick (en) (1850-1943). Ils ont trois enfants dont Louise, qui épousera Marcel Courmes.

## Biographie
Elle commence son apprentissage artistique à l'École technique de Stockholm (rebaptisée Konstfack). Puis elle intègre l'Académie royale suédoise des Beaux-Arts de 1874 à 1880. L'année suivante, elle part pour Paris compléter ses études et entre à l'Académie Julian, avec pour professeurs Jean-Charles Cazin et Tony Robert-Fleury. Elle expose au Salon des artistes français la même année et ce, jusqu'en 1907. Elle y montre des peintures sur toile, pour la plupart des paysages, ainsi que des eaux-fortes.

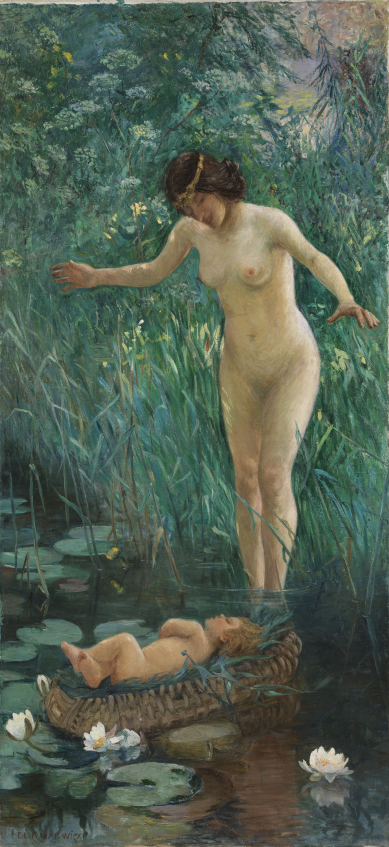
Moïse sauvé des eaux, huile sur toile,. Nemours, Château-Musée.

Vers 1885, elle s'installe à Grez-sur-Loing dans une colonie d'artistes composée principalement de peintres scandinaves et américains. Elle va résider dans cette ville une grande partie de sa vie. Parmi ses proches amies, Amanda Sidwall (en) avec laquelle elle part peindre en Bretagne. Par ailleurs, le couple voyage en Europe et en Afrique du Nord, mais aussi en Angleterre et aux États-Unis, pour l'Exposition universelle de 1893 à Chicago, où elle expose dans le pavillon dédié au femmes artistes. À Grez, elle reçoit la visite du peintre-graveur suédois Anders Zorn.
Dès 1904, Emma Chadwick commence à privilégier l'eau-forte. Elle devient membre en 1910 de la Grafiska sällskapet, association suédoise regroupant des graveurs. Elle continue d'exposer au Salon de Paris jusqu'en 1924, principalement des gravures.
Sa production comprend des paysages, des portraits, des scènes de genre. Certaines de ses œuvres sont conservées au Nationalmuseum de Stockholm. Quelques eaux-fortes, des vues de Grez, sont conservées au Château-Musée de Nemours, ainsi qu'une peinture, Moïse sauvé des eaux.

## Galerie

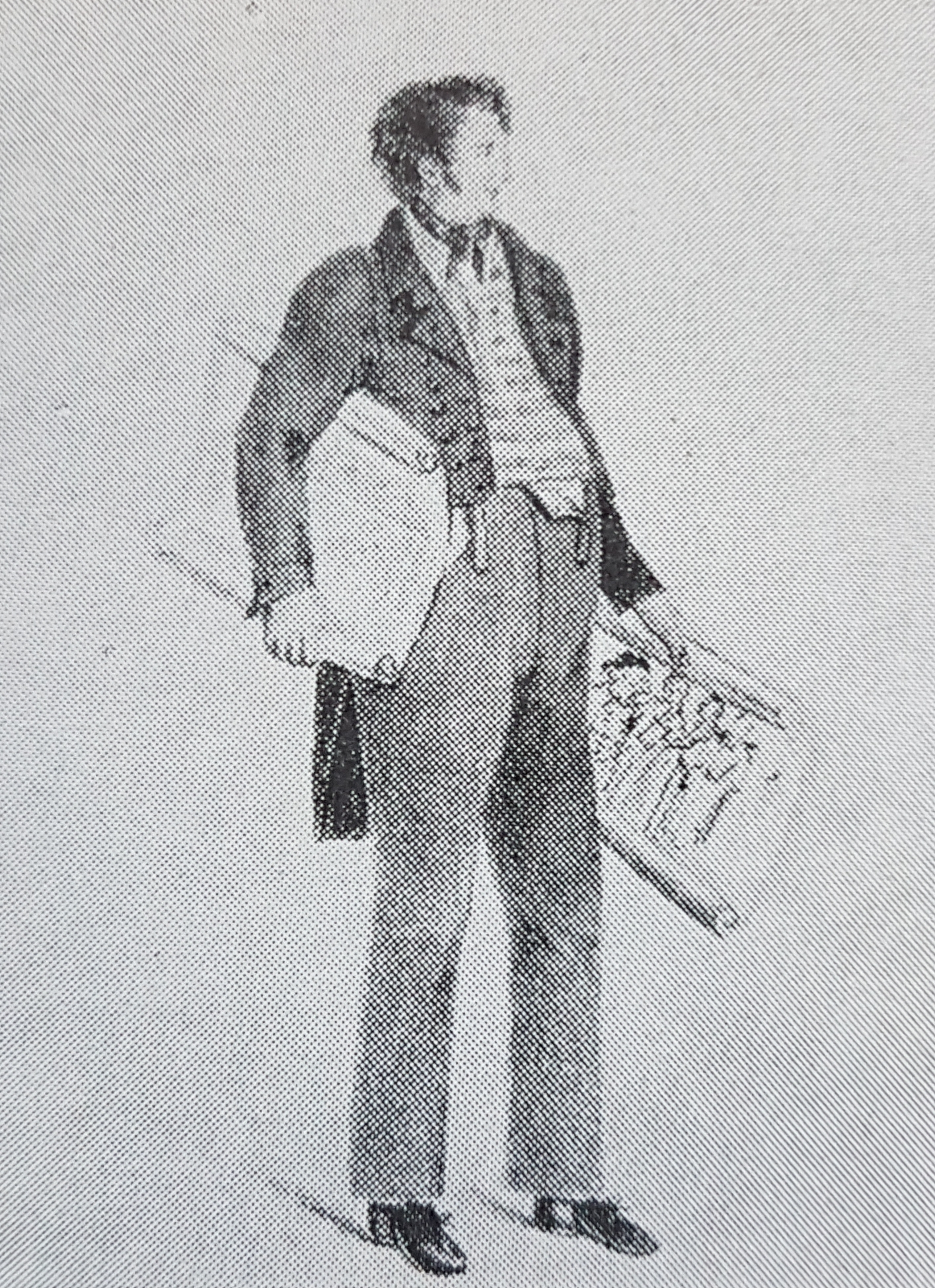
Portrait de son grand-père Carl Teodor Löwstädt (1789-1829).
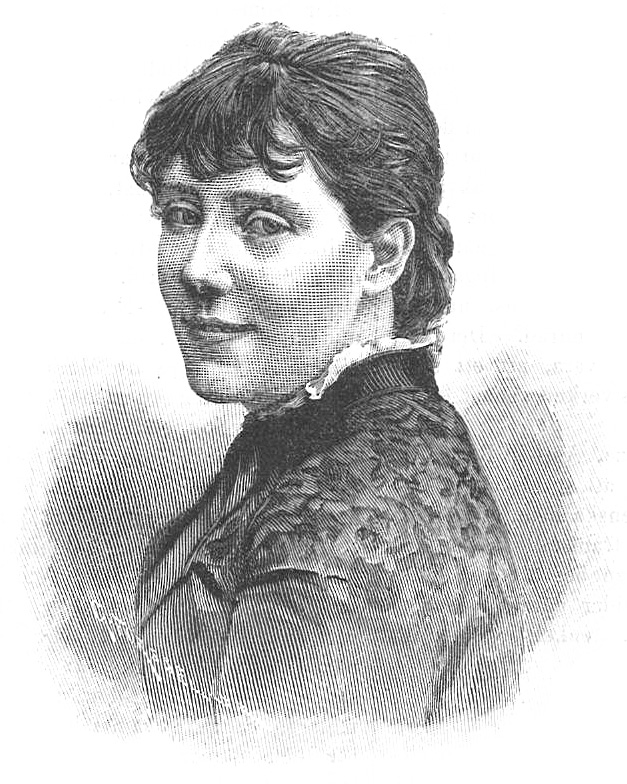
Portrait gravé par Gunnar Forssell d'après photographie (1892).
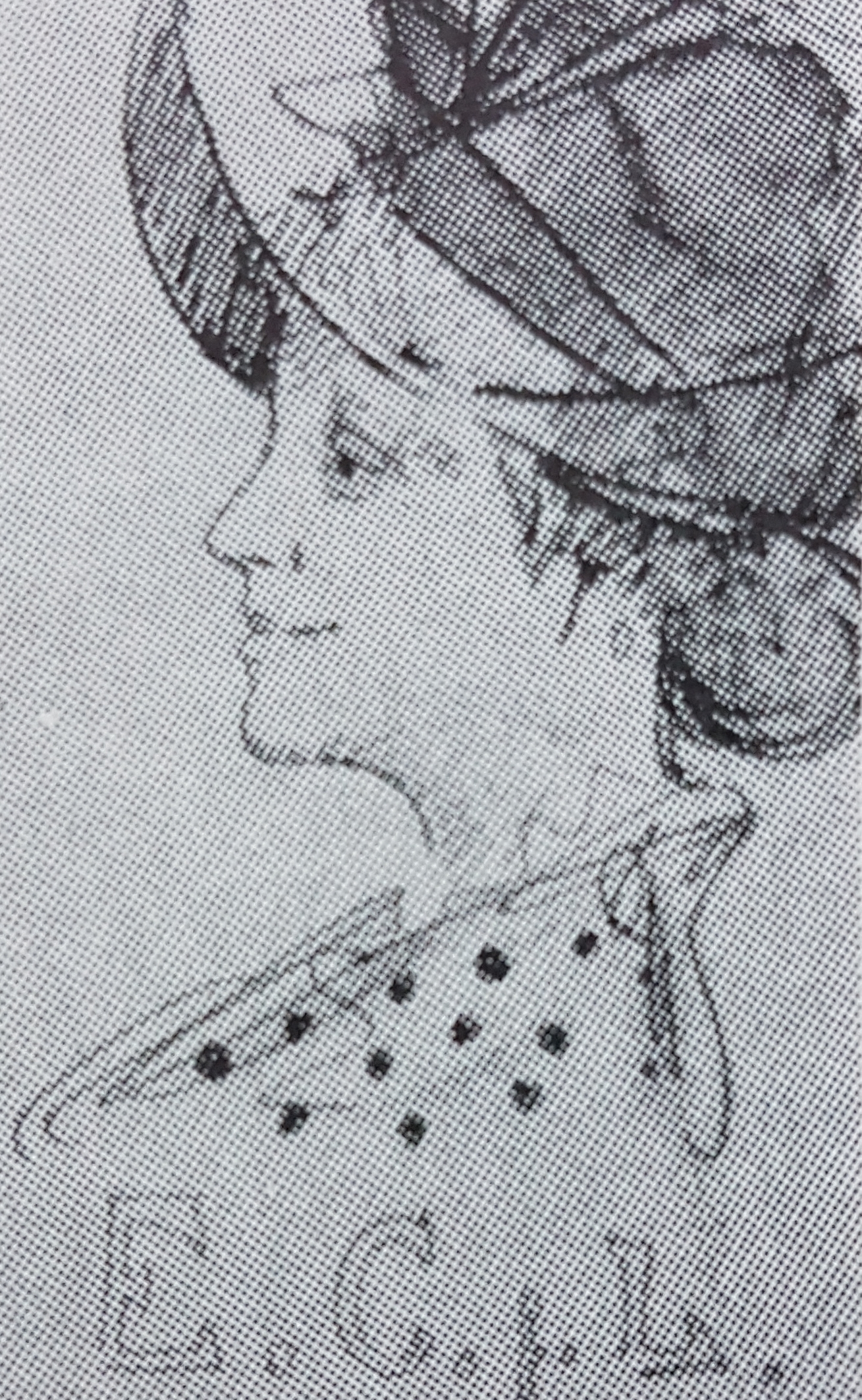
Portrait par Carl Larsson
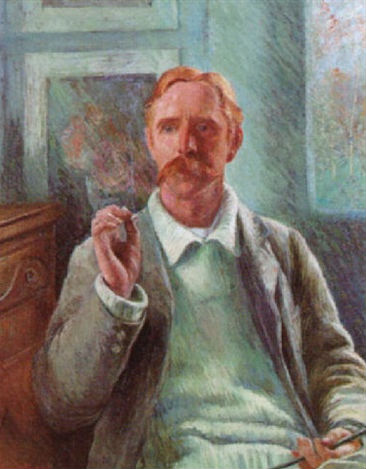
Portrait de son époux le peintre américain Francis Brooks Chadwick (en)
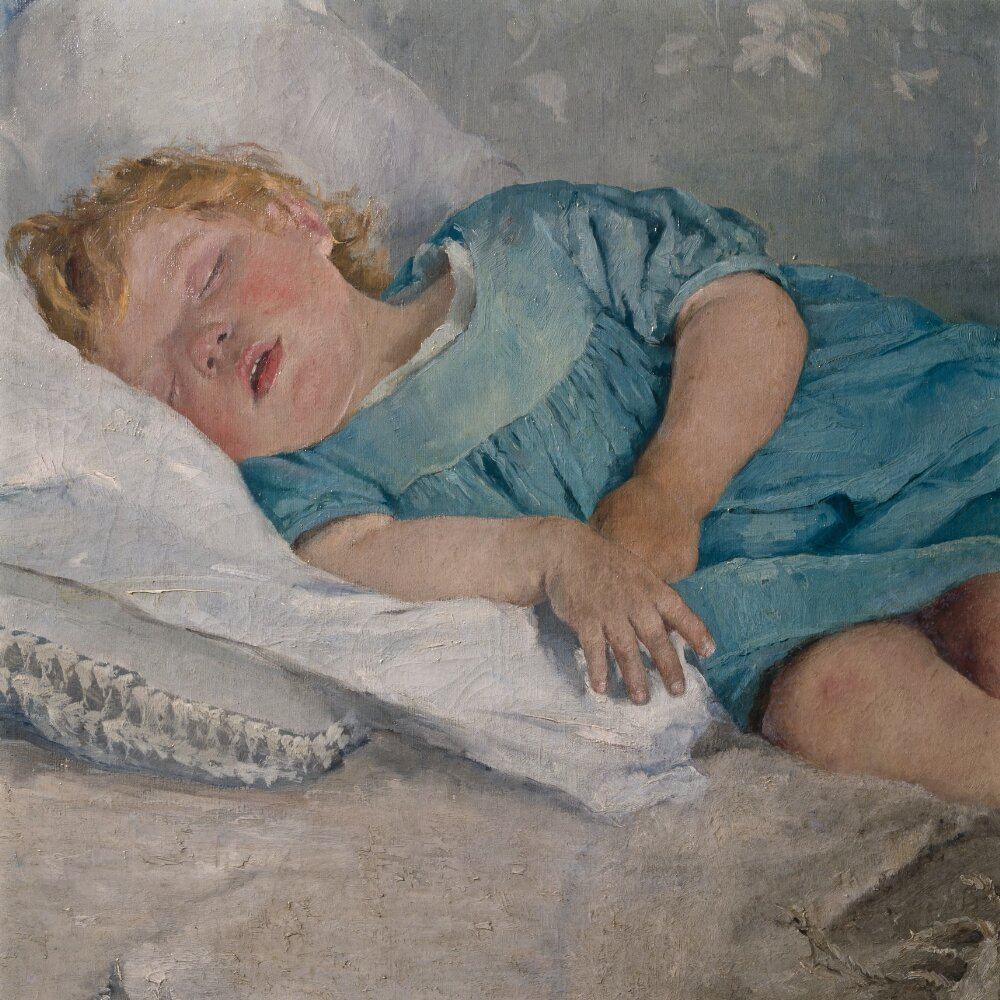
Portrait de son fils Carl Chadwick.
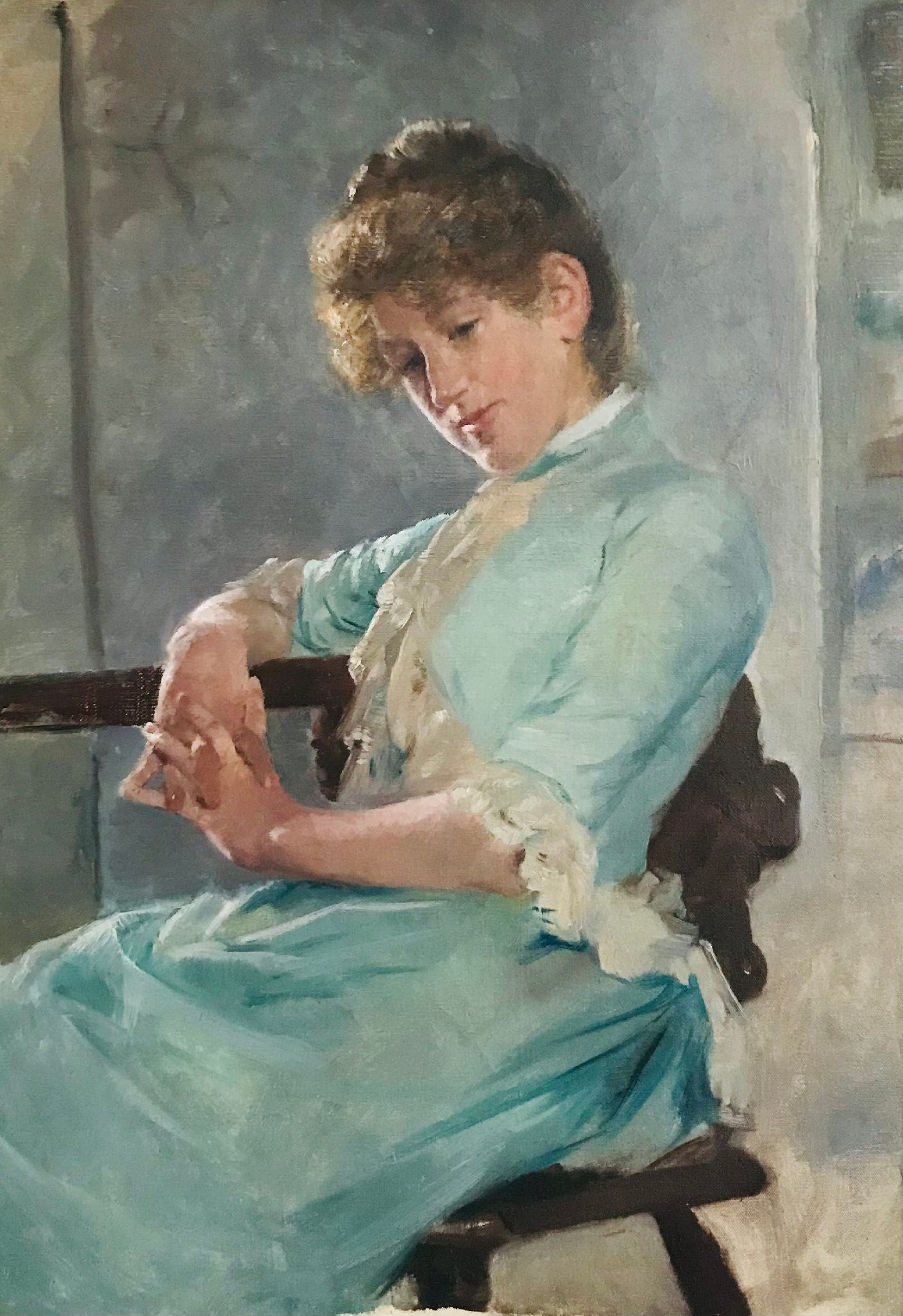
Portrait de sa sœur Eva Löwstädt-Åström
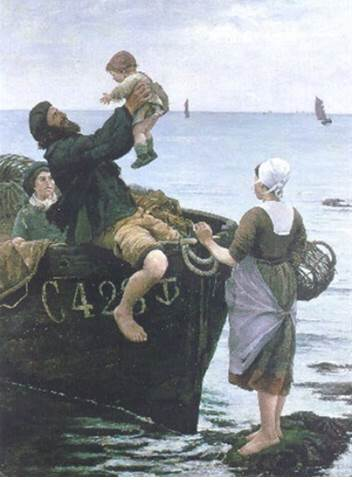
Le retour du pécheur
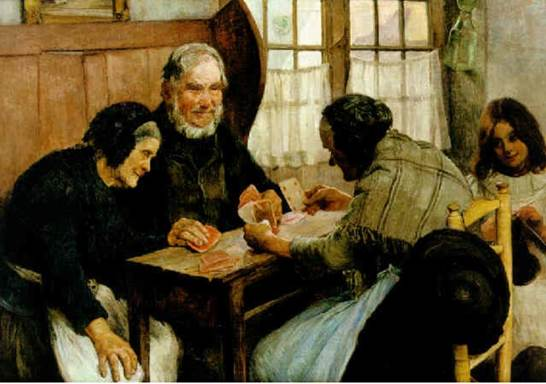
La partie de carte
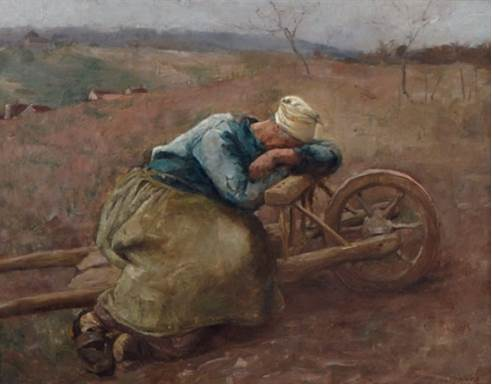
Le repos
Rivage embrumé (étude), huile sur papier, s.d., Nationalmuseum.